# Андрес Носиони
Андрес Носиони (шп. Andrés Nocioni; Санта Фе, 30. новембар 1979) је бивши аргентински кошаркаш.

## Клупска каријера
Дебитовао је у аргентинској лиги у сезони 1995/96, а већ у сезони 1998/99. је одабран за најбољег шестог играча лиге. Одлази у Шпанију 1999. године у екипу Таукерамике. Једну сезону је провео у екипи Манресе да би се потом вратио у Таукерамику где је играо до 2004. године. Годинама је био један од најбољих играча тима а 2004. године добио је титулу најкориснијег играча АЦБ лиге. Са њима је освојио два шпанска купа (2002 и 2004).
Након што је освојио златну медаљу на Олимпијским играма 2004. потписује као слободан агент са Чикаго булсима. Са њима је остао до 2009. године и за то време је био важан играч тима. Најбоље бројке је имао у сезони 2006/07. када је просечно бележио 14,1 поен по мечу. У четири од пет сезона проведених у Булсима, имао је двоцифрен број поена просечно по мечу. У фебруару 2009. мењан је у Сакраменто кингсе. До краје те сезоне одиграо је 23 утакмице уз просечно 13,7 поена. У наредној сезони је углавном мечеве почињао са клупе и имао је просечно 8,5 поена. У јуну 2010. је мењан у Филаделфија севентисиксерсе. Током сезоне 2010/11. је имао најслабије бројке откад је дошао у НБА, бележећи просечно 6,1 поен. Сезону 2011/12. је почео због локаута у аргентинском Пењаролу, да би се након завршетка локаута вратио у Севентсиксерсе где је отпуштен у марту 2012. након што је одиграо само 12 утакмица.
Убрзо након што је отпуштен вратио се у свој бивши тим Каху Лаборал (некада Таукерамика). На крају сезоне је потписао нови уговор са њима. У јулу 2014. године Носиони је постао члан мадридског Реала. Са њима је 2015. освојио Евролигу и Интерконтинентални куп, а са Реалом такође има и освојене две титуле првака Шпаније као и три купа и један Суперкуп. Након завршетка 2016/17. сезоне, Носиони је објавио крај играчке каријере.

## Репрезентација
Био је дугогодишњи члан репрезентације Аргентине. Са њима је освојио бројне медаље, а сигурно највредније су златна медаља на Олимпијским играма 2004, сребрна на Светском првенству 2002. и бронзана на Олимпијским играма 2008.

## Успеси

### Клупски
- Таукерамика:
  - Првенство Шпаније (1): 2001/02.
  - Куп Шпаније (2): 2002, 2004.

- Реал Мадрид:
  - Евролига (1): 2014/15.
  - Интерконтинентални куп (1): 2015.
  - Првенство Шпаније (2): 2014/15, 2015/16.
  - Куп Шпаније (3): 2015, 2016, 2017.
  - Суперкуп Шпаније (1): 2014.

### Појединачни
- Најкориснији играч Ф4 турнира Евролиге (1): 2014/15.
- Идеални тим Евролиге - друга постава (2): 2002/03, 2003/04.
- Најкориснији играч Првенства Шпаније (1): 2003/04.